# Filmografía de Juhi Chawla

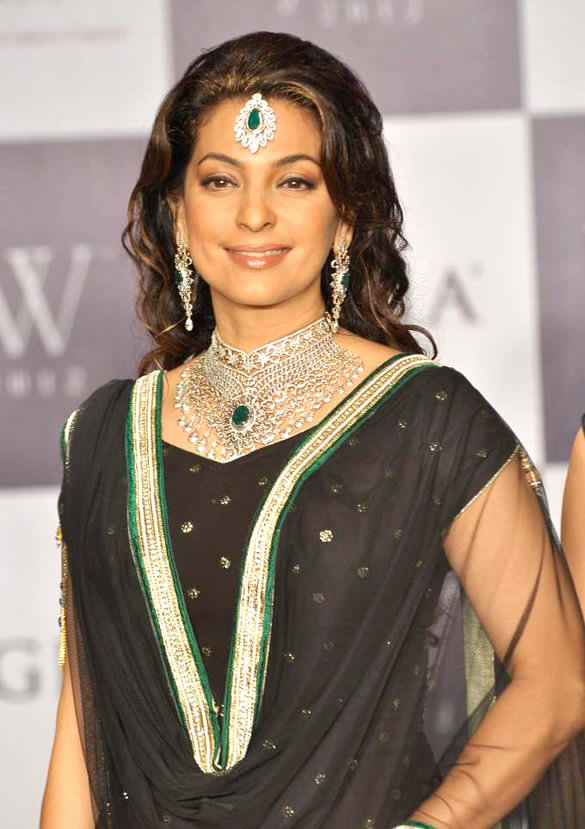
Chawla en 2012

Juhi Chawla es una actriz india que después de ganar el concurso Miss India en 1984, incursionó en el mundo del cine con la película "Sultanat" en 1986. Sin embargo, fue su papel en la película en kannada "Premaloka" (1987) lo que marcó su primer éxito comercial. Este logro fue seguido por su actuación en "Qayamat Se Qayamat Tak" (1988), donde no solo ganó el premio Filmfare a la nueva cara del año de Lux, sino que también recibió una nominación al premio Filmfare a la mejor actriz. Esta película la catapultó a la fama de la noche a la mañana.
A lo largo de su carrera, Juhi Chawla continuó entregando actuaciones notables en películas como "Amar Prem" (1989), "Vicky Daada" (1989), "Love Love Love" (1989), "Pratibandh" (1990), "Swarg" (1990), "Benaam Badsha" (1991), "Bol Radha Bol" (1992) y "Raju Ban Gaya Gentleman" (1992), muchas de las cuales resultaron ser éxitos tanto comerciales como de crítica.
En 1993, Juhi Chawla consolidó aún más su posición como una de las estrellas más destacadas de Bollywood con una serie de películas exitosas. En "Hum Hain Rahi Pyar Ke" (1993), demostró su talento como actriz cómica, ganando el premio Filmfare a la mejor actriz. En "Lootere" (1993), su actuación estableció estándares de belleza y encanto. Además, en el drama familiar "Aaina" (1993) y en "Darr" (1993), demostró su versatilidad actoral, ganándose elogios por su habilidad para interpretar una variedad de roles. Estas cuatro películas no solo fueron éxitos de taquilla, sino que también solidificaron la posición de Juhi Chawla como una de las principales actrices de Bollywood.
Juhi Chawla continuó su éxito en la industria cinematográfica al aparecer en una serie de películas populares a lo largo de los años. Desde "Andaz" (1994) hasta "Arjun Pandit" (1999), pasando por "Saajan Ka Ghar" (1994), "Ram Jaane" (1995), "Naajayaz" (1995), "Loafer" (1996), "Deewana Mastana" (1997), "Yes Boss" (1997), "Ishq" (1997), "Mr. and Mrs. Khiladi" (1997), hasta "Duplicate" (1998), recibió tanto elogios de la crítica como del público.
A lo largo de su carrera, ha sido aclamada por su destacado trabajo en películas como "Qayamat Se Qayamat Tak" (1988), "Swarg" (1990), "Bol Radha Bol" (1992), "Aaina" (1993), "Lootere" (1993), "Darr" (1993), "Hum Hain Rahi Pyar Ke" (1993), "Ram Jaane" (1995), "Daraar" (1996), "Yes Boss" (1997), "Ishq" (1997), "Deewana Mastana" (1997), "Sr. y Sra. Khiladi" (1997), "Saat Rang Ke Sapne" (1998), entre otras. También recibió elogios por su interpretación cómica en "Bhoothnath" (2008), que resultó ser un éxito tanto en crítica como en taquilla. Además, su actuación en películas como "Jhankaar Beats" (2003), "3 Deewarein" (2003), "7½ Phere" (2005), "My Brother Nikhil" (2005), "Bas Ek Pal" (2006), "Swami" (2007) e "I Am" (2011) también ha sido muy apreciada.
En 1999, Juhi Chawla se asoció con Shahrukh Khan y Aziz Mirza para fundar su propia productora, llamada Dreamz Unlimited. Su primera colaboración fue en la producción de "Phir Bhi Dil Hai Hindustani" (2000), que, a pesar de ser aclamada por la crítica, no logró tener éxito comercial en la taquilla. Luego produjeron "Aśoka" (2001), que también enfrentó dificultades comerciales. Su última producción conjunta fue "Chalte Chalte" (2003), que resultó ser un éxito en taquilla. Sin embargo, después de este proyecto, la asociación llegó a su fin debido a desacuerdos internos. Aunque "Chalte Chalte" fue un éxito, los conflictos entre los miembros de Dreamz Unlimited llevaron a la disolución de la compañía.
Juhi Chawla fue una de las actrices más exitosas y prominentes de Bollywood desde finales de la década de 1980 hasta principios de la década de 2000. Ha recibido elogios por sus actuaciones en películas, incluidos dos premios Filmfare, y se ha ganado una reputación como actriz cómica. Su habilidad cómica y su sincronización han sido especialmente elogiadas por los críticos.
Varias de sus películas en las que interpretó papeles divertidos fueron exitosas, como "Hum Hain Rahi Pyar Ke" (1993), "Loafer" (1996) e "Ishq" (1997), entre otras. En la década de 2000, Chawla comenzó a explorar películas más artísticas y realizó varios proyectos no comerciales, como "Jhankaar Beats" (2003), "3 Deewarein" (2003), "My Brother Nikhil" (2005) y "7½ Phere" (2005), entre otros. Estas películas le valieron elogios de la crítica y mostraron su versatilidad como actriz.

## Productora
| Año  | Película                   | Coproductor                 | Ref.  |
| ---- | -------------------------- | --------------------------- | ----- |
| 2000 | Phir Bhi Dil Hai Indostaní | Shahrukh Khan               | [ 5 ] |
| 2001 | Asoka                      | Gauri Khan                  | [ 6 ] |
| 2003 | Chalté Chalté              | Shah Rukh Khan y Aziz Mirza | [ 7 ] |

## Televisión
| Año  | Título                                     | Papel                  | Notas       | Ref.   |
| ---- | ------------------------------------------ | ---------------------- | ----------- | ------ |
| 1986 | Bahadur Shah Zafar                         | Nur Jahan              |             | [ 8 ]  |
| 1995 | mahashakti                                 | Kanchan                |             | [ 9 ]  |
| 2009 | Jhalak Dikhhla Jaa                         | Jueza                  | Temporada 3 | [ 10 ] |
| 2011 | Compañía Badmaash: Ek Shararat Hone Ko Hai | Presentadora           |             | [ 11 ] |
| 2017 | El caso de prueba (en inglés)              | Pandita Shraddha       | Camaeo      | [ 12 ] |
| 2022 | Hush Hush                                  | Isha 'Ishi' Sangamitra |             | [ 13 ] |
| 2023 | Los hombres del ferrocarril (en inglés)    | Rajeshwari Janglay     |             | [ 14 ] |